# Powrót zabójczych pomidorów
Powrót zabójczych pomidorów (ang. Return of the Killer Tomatoes!) – amerykański film komediowy z 1988 roku, wyreżyserowany przez Johna De Bello. Film jest kontynuacją filmu Atak pomidorów zabójców z 1978 roku.
Film opowiada o perypetiach krwiożerczych pomidorów, które niszczą wszystko, co stanie im na drodze.
Istnieją również dalsze kontynuacje tego filmu:
- 1990: Powrót nieustraszonych zabójców pomidorów (Killer Tomatoes Strike Back)
- 1991: Krwiożercze pomidory atakują Francję (Killer Tomatoes Eat France)

## Główne role
- Anthony Starke - Chad Finletter
- George Clooney - Matt Stevens
- Karen Mistal - Tara Boumdeay
- Steve Lundquist - Igor
- John Astin - profesor Gangreen
- J. Stephen Peace - Wilbur Finletter
- Michael Villani - Bob Downs
- Frank Davis - Sam Smith
- Harvey Weber - Sid